# 海老名リン
海老名 リン（えびな りん、1848年（嘉永1年）- 1909年（明治42年）4月20日）は、日本の教育者。福島県で保母の資格を取得した最初の人物であり、会津地方の幼児教育、女子教育に功績を持つ。婦人矯風会副会頭。

## 生涯

### 明治維新
父は会津藩藩士日向新介。17歳で同藩士海老名季昌に嫁ぐ。季昌は戊辰戦争において家老に昇進し、北出丸の指揮官として会津若松城籠城戦を戦ったが、入城することができず高田に避難した。高田に敵来たるとの情報があった際、戦闘準備を整えていたが、この敵は別方向に向かい戦闘は生起しなかった。開城後、季昌は東京で謹慎生活を送り、リンは一家で斗南へ移住した。

### キリスト教入信
季昌は紆余曲折を経て警察官、地方官の地位につき、夫の任地に従い住居を転々とした。二人が初子にめぐまれたのは1882年（明治15年）のことで、当時34歳であった。1888年（明治21年）、霊南坂教会で綱島佳吉から受洗しキリスト教徒となる。しかしながら季昌は入信に反対であり、夫婦間には対立が生まれた。しかし信仰を捨てることなく矢嶋楫子が会頭を務める日本キリスト教婦人矯風会で副会頭に就任し、さらに湯浅初子（徳富蘇峰の姉）が経営していた幼稚園を引き継ぎ、保母の資格を得る。

### 幼児教育・女子教育
1892年（明治25年）、リンと季昌は若松町に帰郷する。その翌年、若松に幼稚園を設立した。これが現在の若松幼稚園である。当初8名であった園児は程なく40名を超え、分園も設置している。
幼児教育機関を設けると、次いで1893年（明治26年）に本科、裁縫科を有する私立会津女学校を設立し、女子教育を開始する。会津女学校は1909年(明治42年)に県に移管して県立会津高等女学校となり、さらに福島県立葵高等学校となった。若松幼稚園は長女が経営を受け継いでいる。

### 夫・季昌
リンは生涯その信仰を捨てることなく、入信に反対していた季昌は1903年（明治36年）に若松基督教会(現、日本基督教団会津若松教会)員となり、正式にキリスト教徒となる。季昌は最後の若松町長として市制移行に尽力した。